# ارل ریز استادمان
ارل ریز استادمان (انگلیسی: Earl Reece Stadtman; ۱۵ نوامبر ۱۹۱۹ – ۷ ژانویهٔ ۲۰۰۸) شیمی‌دان، و زیست‌شیمی‌دان اهل ایالات متحده آمریکا بود.
وی همچنین برندهٔ جوایزی همچون نشان ملی علوم و جایزه سلمان واکسمن در میکروبیولوژی شده‌است.